# Bolometer

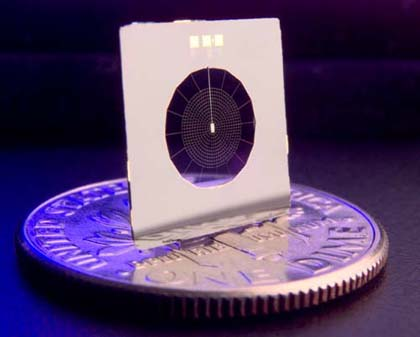
Spindelvävsformad bolometer för mätning av kosmisk bakgrundsstrålning i mikrovågsområdet

En bolometer är ett instrument för mätning av temperaturstrålning, ett slags termometer. Principen är att med en eller annan metod bestämma temperaturskillnaderna mellan en svart kropp, som absorberar strålningen, och en liknande, men blank kropp, som reflekterar strålningen. Skillnaden registreras med hjälp av en Wheatstones brygga. En bolometer kan även användas för att mäta energin hos svaga, högfrekventa växelströmmar, då strömmen i stället sänds genom en tunn platinatråd, innesluten i vakuum för att öka känsligheten, detta slags bolometer kallas även baretter.
Instrumentet kan göras ytterst känsligt så att t o m temperaturer på ytan av fjärran planeter kan bestämmas. Bolometern uppfanns 1878 av Samuel Pierpont Langley.
En praktisk tillämpning av principen, utan att för den skull kallas ett mätinstrument, utgör solventilen.